# Raglai (peuple)

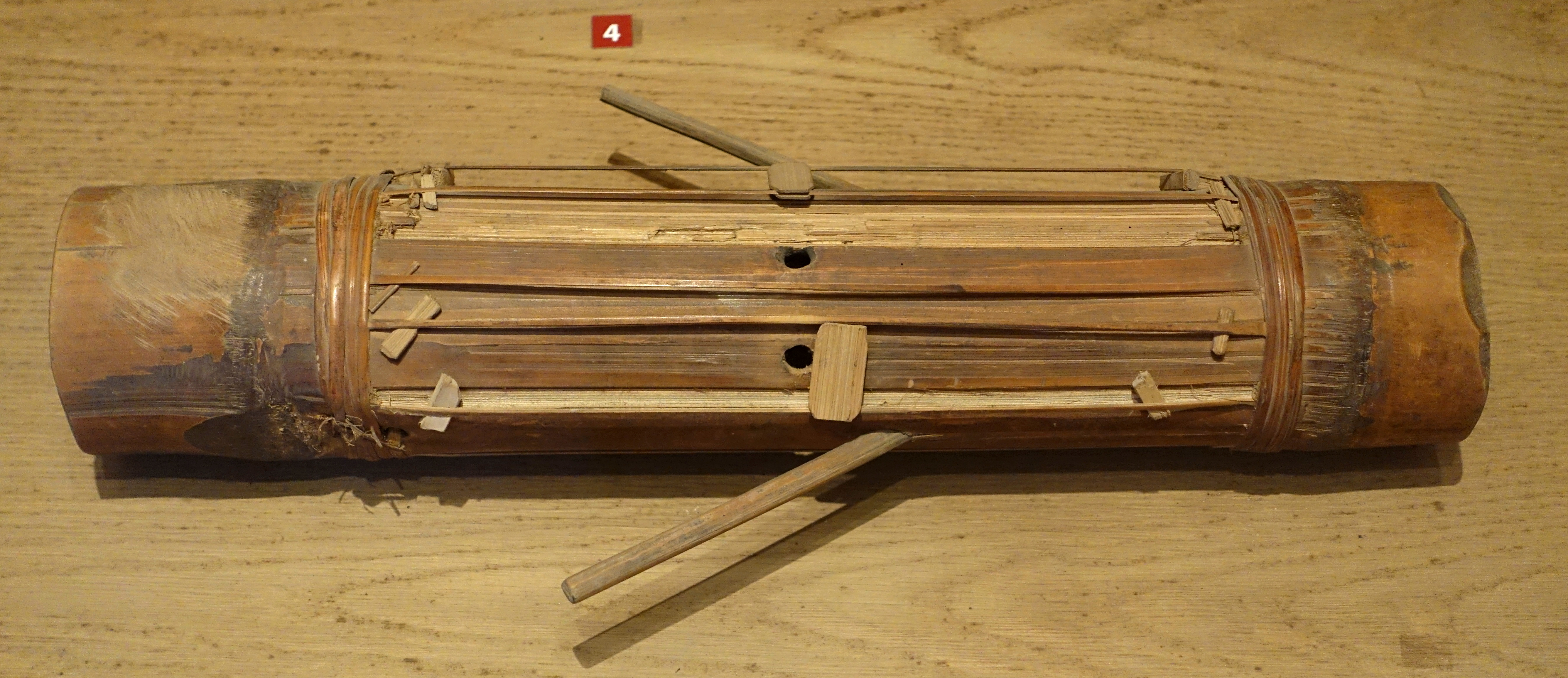
Cithare en bambou

Les Raglai (ou Rai, Trong Giai, La Vang) sont un groupe ethnique du Viêt Nam. Ils sont liés aux Cham. La population des Raglai est d'environ 97 000 personnes en 2009. La plupart des Raglai vit dans la Province de Khánh Hòa et  la Province de Ninh Thuận.
Leur langue appartient à la famille des langues malayo-polynésiennes.